# نشانه دوئی
نشانه دوئی (انگلیسی: Doi's sign) یک نشانهٔ بالینی است که در آن رفلکس‌های رفلکس‌های عمیق تاندون را می‌توان پس از یک دوره کوتاه انقباض حداکثری عضلانی ایجاد کرد. این نشانه در بیماران مبتلا به سندرم میاستنی لامبرت–ایتون رخ می‌دهد، اما در بیماران مبتلا به نوروپاتی محیطی دیده نمی‌شود.
این علامت به افتخار پزشک ژاپنی «هیتوکا دوئی»، پژوهشگر و استاد مؤسسهٔ عصب‌شناسی دانشگاه کیوشو فوکوئوکا، که نخستین بار آن را در سال ۱۹۷۸ توصیف کرد، نام‌گذاری شده است.